# Brachygonia
Genre
Brachygonia est un genre d'insectes la famille des Libellulidae appartenant au sous-ordre des anisoptères dans l'ordre des odonates. Il comprend trois espèces.

## Espèces du genreBrachygonia
- Brachygonia oculata (Brauer, 1878)[1]
- Brachygonia ophelia Ris, 1910
- Brachygonia puella Lieftinck, 1937